# Birmingham
Birmingham (výslovnost  [ˈbɝːmɪŋəm]IPA) je město a distrikt v metropolitním hrabství West Midlands. Svým významem je všeobecně považován za druhé hlavní město (po Londýnu) Velké Británie. Město získalo vážnost jako hnací síla průmyslové revoluce ve Velké Británii. Tento fakt se odrazil v pojmenování města jako továrny světa nebo města tisíce řemesel.

## Historie

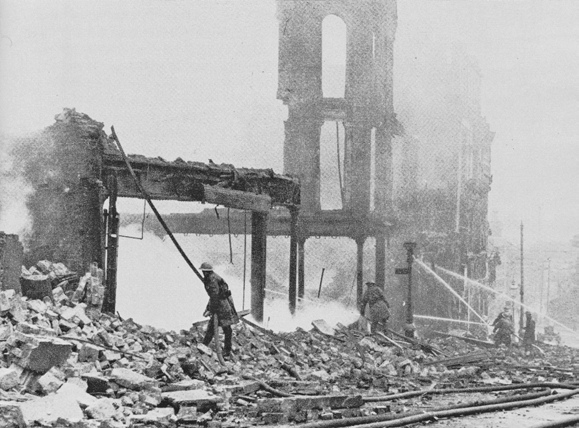
Zničený birminghamský Bull Ring během Blitzu, 1940

O Birminghamu existují písemné dokumenty už z období před 1 000 lety. Za tu dobu vyrostl z anglosaské zemědělské vesnice ve velké průmyslové a obchodní centrum.
Okolí Birminghamu bylo osídleno v době vlády Římanů, kteří zde postavili tvrz. Vedlo sem několik vojenských cest. Ve středověku zde existovala anglosaská vesnice. Poprvé byla písemně zaznamenána v pozemkové knize Domesday Book roku 1086 jako vesnička oceněná na 20 šilinků.
Ve 12. století bylo městu uděleno právo pořádat trh. Díky poloze vhodné pro obchod se brzy stalo rušným obchodním centrem.
Dostupnost zásob železné rudy a uhlí byla v 16. století základem pro vznik výroby železa v Birminghamu. V 17. století se město stalo známé výrobou malých zbraní. Městské dílny například zásobovaly zbraněmi Cromwellovo vojsko. Tato výroba se koncentrovala v oblasti zvané zbrojní čtvrť (Gun Quarter).
V průběhu průmyslové revoluce vyrostl Birmingham ve významné průmyslové centrum. Na rozdíl od mnoha jiných anglických měst jako například Manchesteru byla průmyslová výroba v Birminghamu soustředěna spíše do mnoha malých dílen než do velkých továren.
Od roku 1760 se ve městě a jeho okolí (Black Country) začala stavět rozsáhlá síť kanálů pro dopravu surovin a hotových výrobků. Tato soustava byla dokončena ve 20. letech 19. století. Železnicí bylo město spojeno s okolím od roku 1837 společností Grand Junction Railway a později London and Birmingham Railway. Obě společnosti otevřely roku 1854 společnou železniční stanici New Street Station. Brzy nato byla otevřena další stanice Snow Hill station společnosti Great Western Railway.
Ve viktoriánské době počet obyvatel Birminghamu stoupal velmi prudce až na více než půl miliónu a město se stalo druhým největším ve Velké Británii. Z důvodu velkého množství průmyslových odvětví zde zastoupených se stalo městem tisíce řemesel. Význam Birminghamu vedl k tomu, že mu královna Viktorie udělila roku 1889 statut města. Roku 1900 postavilo město svou vlastní univerzitu University of Birmingham.
Během druhé světové války byl Birgmingham poškozen bombardováním. Následkem toho byla v 50. a 60. letech 20. století provedena rozsáhlá rekonstrukce centra města s vybudováním mnoha betonových kancelářských bloků a podchodů. Město tak dostalo přízvisko betonová džungle.
V roce 1974 došlo ve třech birminghamských hospodách ke koordinovanému pumovému útoku, který si vyžádal 21 mrtvých a 182 zraněných. Z útoku byla obviněna teroristická organizace Prozatímní IRA, která se však k útoku nikdy oficiálně nepřihlásila.
V posledních letech bylo centrum města významně renovováno a obnoveno. Byla vybudována nová náměstí, obnoveny staré ulice, budovy a odstraněny podchody. Obchodní centrum Bull Ring bylo rovněž zrekonstruováno a v současné době se pyšní architektonicky unikátní budovou obchodního domu Selfridges, která je nejznámější realizací Jana Kaplického.
Přeměnu města z původního průmyslového centra na středisko turismu a služeb nejlépe ilustruje to, že v roce 1998 bylo hostitelem prvního summitu G8.

## Geografie
Birmingham se nachází nedaleko na západ od zeměpisného centra Anglie na území dosahující výšky v rozmezí 150 až 200 m nad úrovní moře. Hlavní rozvodí ve směru sever – jih Velké Británie prochází městem. Rozvodí řek Severn a Trent probíhá v oblasti Birminghamu Perry Barr a Erdington.
Birmingham v poslední době zasáhlo i několik tornád, naposledy v roce 2005. Na jižním a západním okraji města se nachází pahorky Lickey Hills, Clent Hills a Walton Hill dosahující nadmořské výšky 315 m a je z nich dobrý výhled na Birmingham. Část centra města se nachází na vápencovém hřebeni. Nejvyšší místo města se nachází na ulici Broad Street.

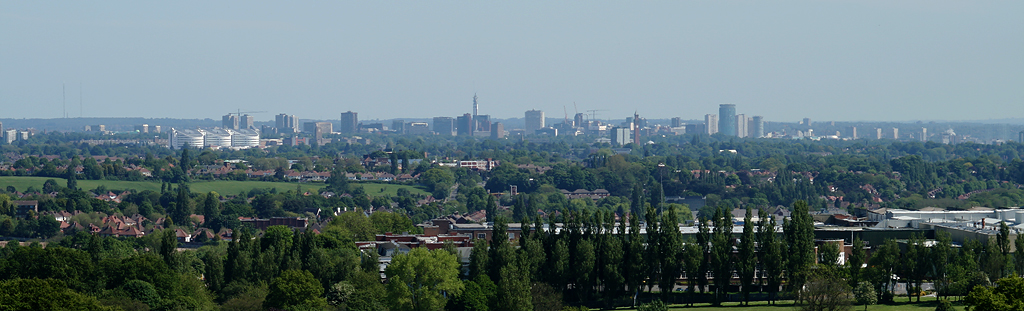
Pohled na město z Lickey Hills, a komplex Longbridge v pozadí.

## Obyvatelstvo

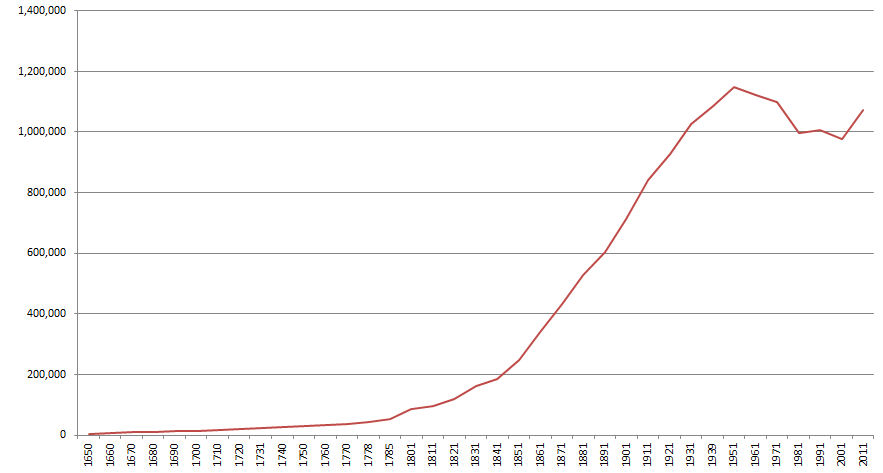
Vývoj populace Birminghamu mezi lety 1651 a 2011

Sčítání lidu v roce 2021 zaznamenalo 1 144 900 lidí žijících v Birminghamu, což je nárůst o přibližně 6,7 % oproti roku 2011, kdy ve městě žilo 1 073 045 obyvatel. Je to 27. největší město v Evropě podle počtu obyvatel v rámci své městské hranice. Souvislá městská oblast Birminghamu přesahuje hranice měst: Větší městská zóna Birmingham, dle měření funkčního městského regionu podle Eurostatu přibližující se okresům místní správy, měla v roce 2004 2 357 100 obyvatel. Kromě Birminghamu samotného zahrnuje LUZ (aglomerace West Midlands) metropolitní čtvrti Dudley, Sandwell, Solihull a Walsall spolu s okresy Lichfield, Tamworth, North Warwickshire a Bromsgrove. Za tím je širší metropolitní oblast s počtem obyvatel 3 558 916 v roce 2019 podle Eurostatu. Přibližně 305 688 neboli 26,7 % populace v roce 2021 se narodilo v zahraničí, což z něj činí město s jednou z největších populací migrantů v Evropě.

### Etnické skupiny
| Etnická příslušnost obyvatel Birminghamu, 2021 | Etnická příslušnost obyvatel Birminghamu, 2021 | Etnická příslušnost obyvatel Birminghamu, 2021 | Etnická příslušnost obyvatel Birminghamu, 2021 | Etnická příslušnost obyvatel Birminghamu, 2021 |
| ---------------------------------------------- | ---------------------------------------------- | ---------------------------------------------- | ---------------------------------------------- | ---------------------------------------------- |
|                                                |                                                |                                                |                                                |                                                |
| Běloši                                         | Běloši                                         |                                                | 48,7 %                                         | 48,7 %                                         |
| Asiaté                                         | Asiaté                                         |                                                | 31 %                                           | 31 %                                           |
| Černoši                                        | Černoši                                        |                                                | 10,9 %                                         | 10,9 %                                         |
| Míšenci                                        | Míšenci                                        |                                                | 4,8 %                                          | 4,8 %                                          |
| Ostatní                                        | Ostatní                                        |                                                | 4,6 %                                          | 4,6 %                                          |
| Arabové                                        | Arabové                                        |                                                | 1,7 %                                          | 1,7 %                                          |
| Zdroj: Sčítání 2021                            |                                                |                                                |                                                |                                                |

Etnická demografie Birminghamu od roku 1951 do roku 2021

Podle údajů ze sčítání lidu v roce 2021 bylo 48,7 % populace bělochů (42,9 % bílých Britů, 1,5 % bílých Irů, 4,0 % ostatních bílých, 0,2 % Romů, 0,1 % irských kočovníků), 31 % Asiatů (17,0 % Pákistánců, 5,8 % Indů, 4,2 % Bangladéšanů, 1,1 % Číňanů, 2,9 % jiných Asiatů), 10,9 % byli černoši (5,8 % Afričanů, 3,9 % z Karibiku, 1,2 % ostatních černochů), 4,8 % smíšené rasy (2,2 % běloši a černoši z Karibiku, 0,4 % běloši a černoši z Afriky, 1,1 % běloši a Asiaté, 1,1 % ostatní míšenci), 1,7 % Arabů a 4,6 % ostatního původu. Sčítání lidu v roce 2021 ukázalo, že 26,7 % populace se narodilo mimo Spojené království, což je nárůst o 4,5 % procentních bodů oproti roku 2011. Čísla ukázala, že pět největších zahraničních skupin žijících v Birminghamu se narodilo v Pákistánu, Indii, Bangladéši, Rumunsku a na Jamajce.
V roce 2011 pocházelo 57 % žáků základních a 52 % středních škol z nebílých britských rodin. V roce 2021 bylo v Birminghamu z řad školních žáků 31,6 % bělochů, 37,7 % z Asie, 12,6 % černochů, 9,7 % míšenců a 8,4 % ostatních.
Existuje zde zejména velká komunita asijského původu, zejména z pákistánského, indického a bangladéšského prostředí, stejně jako afrokaribského původu ze zemí Commonwealthu, a silná čínská přítomnost prostřednictvím migrantů z bývalé kolonie Hongkong. Birmingham má také starší konexe na Irsko – město má největší irskou populaci v pevninské Británii a je domovem jeho jediné irské čtvrti, Digbethu.

### Věková struktura a mediánový věk
65,9 % populace bylo v Birminghamu ve věku 15 až 64 let, což je více než ve srovnání s celostátním průměrem 64,1 % v Anglii a Walesu. Kromě toho bylo 20,9 % populace mladší 15 let, což je více než celostátní průměr 17,4 %, zatímco populace starší 65 let byla 13,1 %, což bylo méně než celostátní průměr 18,6 % v uvedeném pořadí. Birmingham je jedním z nejmladších měst v Evropě se 40 % obyvatel mladších 25 let a středním věkem je 34 let, což je méně než celostátní průměr 40 let.

### Náboženství
| Náboženství obyvatel Birminghamu, 2021 | Náboženství obyvatel Birminghamu, 2021 | Náboženství obyvatel Birminghamu, 2021 | Náboženství obyvatel Birminghamu, 2021 | Náboženství obyvatel Birminghamu, 2021 |
| -------------------------------------- | -------------------------------------- | -------------------------------------- | -------------------------------------- | -------------------------------------- |
|                                        |                                        |                                        |                                        |                                        |
| křesťanství                            | křesťanství                            |                                        | 34 %                                   | 34 %                                   |
| islám                                  | islám                                  |                                        | 29,9 %                                 | 29,9 %                                 |
| bez vyznání                            | bez vyznání                            |                                        | 24,1 %                                 | 24,1 %                                 |
| víra neuvedena                         | víra neuvedena                         |                                        | 6,1 %                                  | 6,1 %                                  |
| sikhové                                | sikhové                                |                                        | 2,9 %                                  | 2,9 %                                  |
| hinduismus                             | hinduismus                             |                                        | 1,9 %                                  | 1,9 %                                  |
| ostatní                                | ostatní                                |                                        | 0,6 %                                  | 0,6 %                                  |
| buddhismus                             | buddhismus                             |                                        | 0,4 %                                  | 0,4 %                                  |
| judaismus                              | judaismus                              |                                        | 0,1 %                                  | 0,1 %                                  |
| Zdroj: Sčítání 2021                    |                                        |                                        |                                        |                                        |

Křesťanství je zatím největším náboženstvím v Birminghamu, přičemž 34 % obyvatel se při sčítání lidu v roce 2021 označilo za křesťany. Náboženský profil města je velmi rozmanitý: mimo Londýn má Birmingham největší muslimskou, sikhskou a buddhistickou komunitu ve Spojeném království; jeho druhá největší hinduistická komunita; a jeho sedmá největší židovská komunita. Mezi sčítáním lidu v letech 2001, 2011 a 2021 se podíl křesťanů v Birminghamu snížil z 59,1 % na 46,1 % na 34 %, zatímco podíl muslimů se zvýšil ze 14,3 % na 21,8 % na 29,9 % a podíl lidí bez vyznání vzrostl z 12,4 % na 19,3 % na 24,1 %. Všechna ostatní náboženství zůstala proporčně podobná.

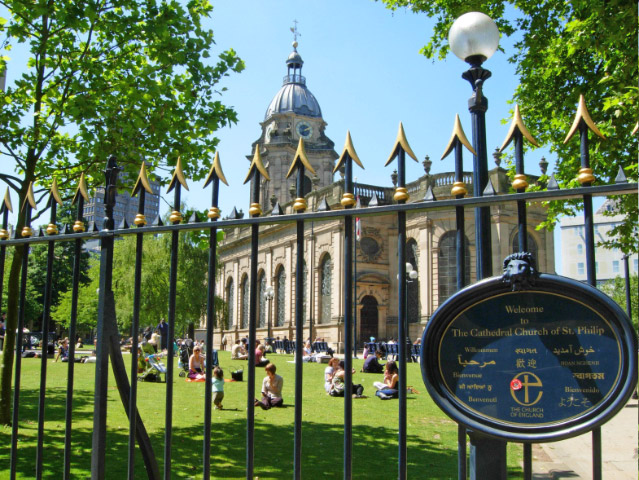
Katedrála svatého Filipa

Katedrála svatého Filipa byla povýšena ze statutu církve, když byla v roce 1905 vytvořena anglikánská diecéze Birmingham. Existují dvě další katedrály: St Chad's, sídlo římskokatolické arcidiecéze v Birminghamu a řecká ortodoxní katedrála Nanebevzetí Panny Marie a sv. Ondřeje. Koptská ortodoxní diecéze Midlands sídlí také v Birminghamu s katedrálou ve výstavbě. Původní farní kostel v Birminghamu, St Martin in the Bull Ring, je uveden na seznamu stupně II* památkové ochrany. Kousek od Five Ways byla Birminghamská oratoř dokončena v roce 1910 na místě původního hrobu kardinála Newmana. Ve městě je několik lristadelfiánských zasedacích sálů.
Nejstarší dochovanou synagogou v Birminghamu je synagoga Severn Street z roku 1825, nyní lože svobodných zednářů. V roce 1856 ji nahradila synagoga Singers Hill, která je památkově chráněná. Birminghamská centrální mešita, jedna z největších v Evropě, byla postavena v 60. letech 20. století. Během pozdních 90. let 20. století byla v Small Heath postavena mešita Ghamkol Shariff Masjid. Existují zde také svatýně sikhů nebo buddhistů.

## Ekonomika

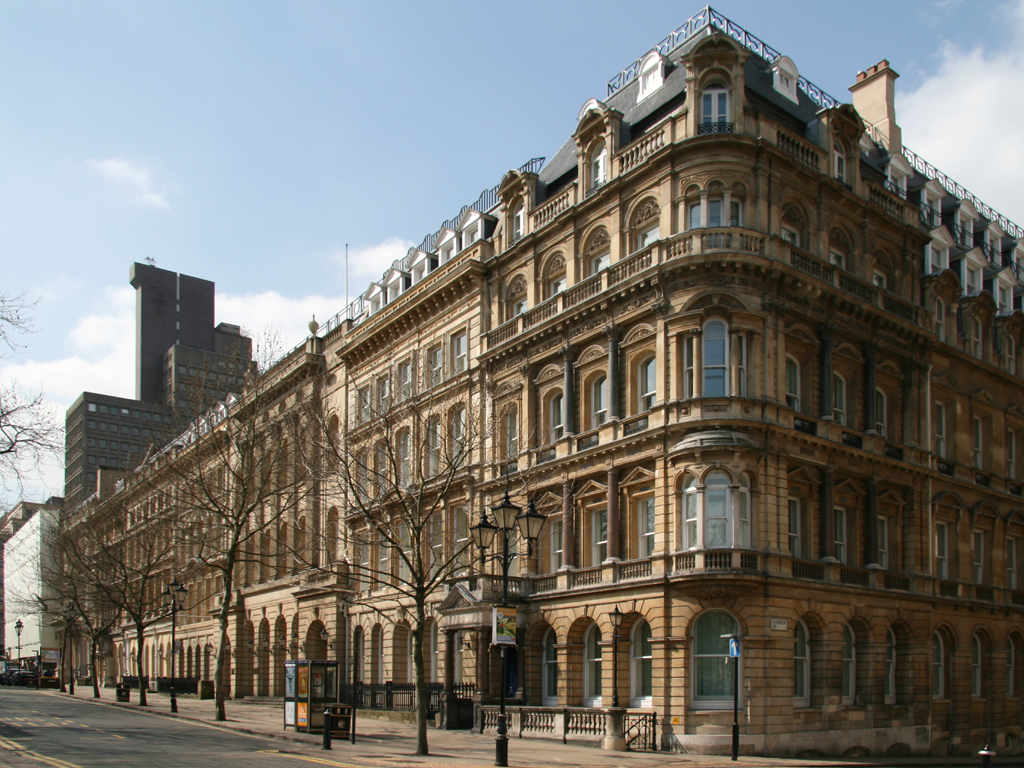
Colmore Row v Birminghamské obchodní části.

Birmingham je průmyslové a stavební centrum. V průmyslovém odvětví je zaměstnáno více než 100 000 lidí a přispívá miliardami liber do národní ekonomiky. Více než čtvrtina exportu Velké Británie pochází z oblasti Birminghamu.
Rozvoj výroby v Birminghamu urychlila především Průmyslová revoluce a do 20. století město podporovalo tradici soukromých řemeslníků pracujících ve svých nebo pronajatých dílnách, kteří tak působili po boku velkých továren. V době Průmyslové revoluce se rozvoj výroby soustřeďoval zejména do oblastí zbrojní čtvrti (Gun Quarter) a klenotnické čtvrti (Jewellery Quarter). Dílny vyrábějící kuličková pera, soustředěné v okolí klenotnické čtvrti, pomáhaly výrazným způsobem měnit psaní. Klenotnická čtvrť je dosud oblastí s největší koncentrací samostatných klenotnictví v Evropě a jedna třetina šperků vyrobených ve Velké Británii pochází odsud. Do roku 2003 byly mince vyráběny v birminghamské mincovně v této čtvrti. Jedná se o nejstarší nezávislou mincovnu na světě, která v současnosti vyrábí pamětní mince a medaile.
Společnosti sídlící ve městě vyrábějí mimo jiné motorová vozidla, náhradní díly a doplňky k nim, zbraně, elektrické nástroje, výrobky z plastu, potraviny, šperky a sklo. Mezi nejznámější společnosti působící v Birminghamu patří Ariel Motorcycles, Bakelite, Bird's Custard, Brylcreem, BSA, Cadbury-Shweppes, Chad Valley, Halfords, HP Sauce, Norton Motorcycles, Triumph Motorcycles, Typhoo Tea, Velocette Motorcycles a Valor.
Ve městě sídlí více než 500 advokátních společností a oblast města je druhá největší pojišťovací oblast v Evropě. V Birminghamu je pořádáno 42 % kongresů Velké Británie. Dvě ze čtyř největších britských bank – Lloyds Bank (založena roku 1765) a Midland Bank(založena roku 1836, nyní HSBC Bank) – byly založeny v Birminghamu.
V posledních letech se ekonomika města transformovala do oblasti služeb, maloobchodu, turistiky a pořádání kongresů, které v současné době zaměstnávají velkou část obyvatel města a okolí. Birmingham každý rok navštíví milióny lidí a město bylo nazváno druhým nejlepším městem pro nákupy v Anglii po londýnském West Endu.

## Správa města
Birmingham byl původně částí Warwickshire, ale poté, co se na konci 19. a počátkem 20. století rozrostl, absorboval část Worcestershire a Staffordshire. Roku 1974 byl do města přičleněn Sutton Coldfield a Birmingham se stal částí metropolitního hrabství West Midlands.
Rada města Birmingham je největší orgán místní správy ve Velké Británii. Po reorganizaci jeho hranic v červnu 2004 má 120 radních, zastupujících 40 volebních obvodů s necelým miliónem obyvatel.
Pro parlamentní volby je Birmingham rozdělen do 11 volebních obvodů. Město je také sídlem úřadu vlády regionu West Midlands.

## Doprava

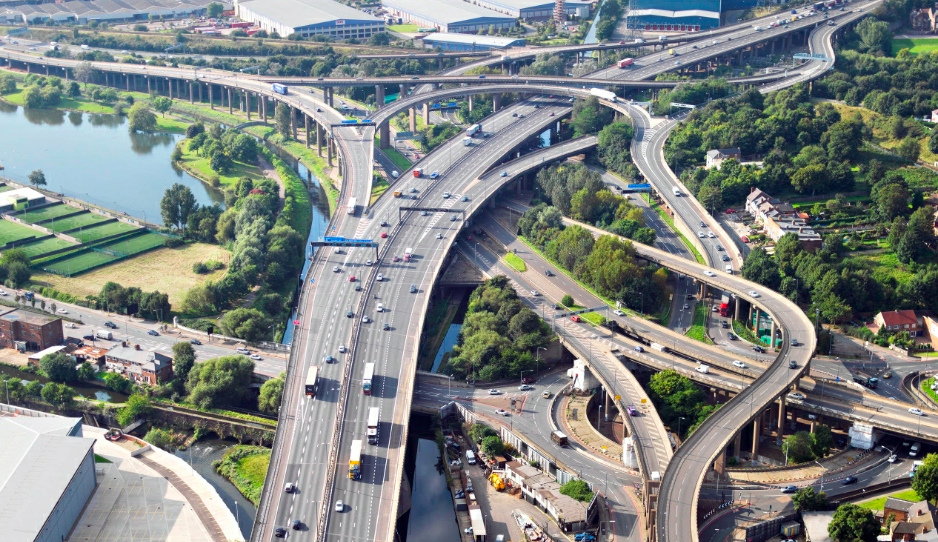
Uzel Gravelly Hill

Vlivem polohy ve středu Anglie je Birmingham hlavním dopravním uzlem silniční, železniční a vodní dopravy.
Město spojují s okolními částmi země dálnice M5, M6, M40 a M42. Křižovatka číslo 6 (Gravelly Hill Interchange, nazývanýma také Spaghetti Junction) na dálnici M6 je jednou z nejznámějších birminghamských pozoruhodností a asi nejznámější silniční křižovatkou Velké Británie.
Městská hromadná doprava ve městě je zajišťovaná autobusy, příměstskými vlaky a tramvajemi (systém rychlodrážní tramvaje – Midland Metro – mezi centrem Birminghamu a Wolverhamptonem). Autobusové linky číslo 11A a 11C, jsou nejdelšími městskými autobusovými linkami Evropy. Městská rada pro snížení dopravní zácpy a odklonění autobusové dopravy mimo centra města nechala postavit velké autobusové stanoviště poblíž obchodního centra Bull Ring.
Hlavní železniční stanicí města je Birmingham New Street. Zatímco toto nádraží slouží pro cestující, kteří z města cestují po železnici, stanice Birmingham International slouží pro cestující na letiště Letiště Birmingham International. Z tohoto letiště jsou odbavovány lety do mnoha evropských měst a několika destinací v Asii a Severní Ameriky. Dalšími významnými železničními stanicemi jsou Birmingham Snow Hill Station a Birmingham Moor Street.
Birmingham je také známý sítí kanálů. Původně tyto kanály sloužily pro průmyslovou dopravu ale v současné době jsou využívány pouze pro vyhlídkové plavby. Délka kanálů, z nichž je většina splavná, je asi 60 km. Někdy se uvádí, že město má větší síť kanálů než Benátky (41 km), ale toto srovnání není zcela korektní, protože se jedná o jiný systém kanálů v jiném prostředí (například kanály v Birminghamu jsou na rozdíl od těch v Benátkách umělé a mělčí).

## Kultura a umění

### Populární hudba

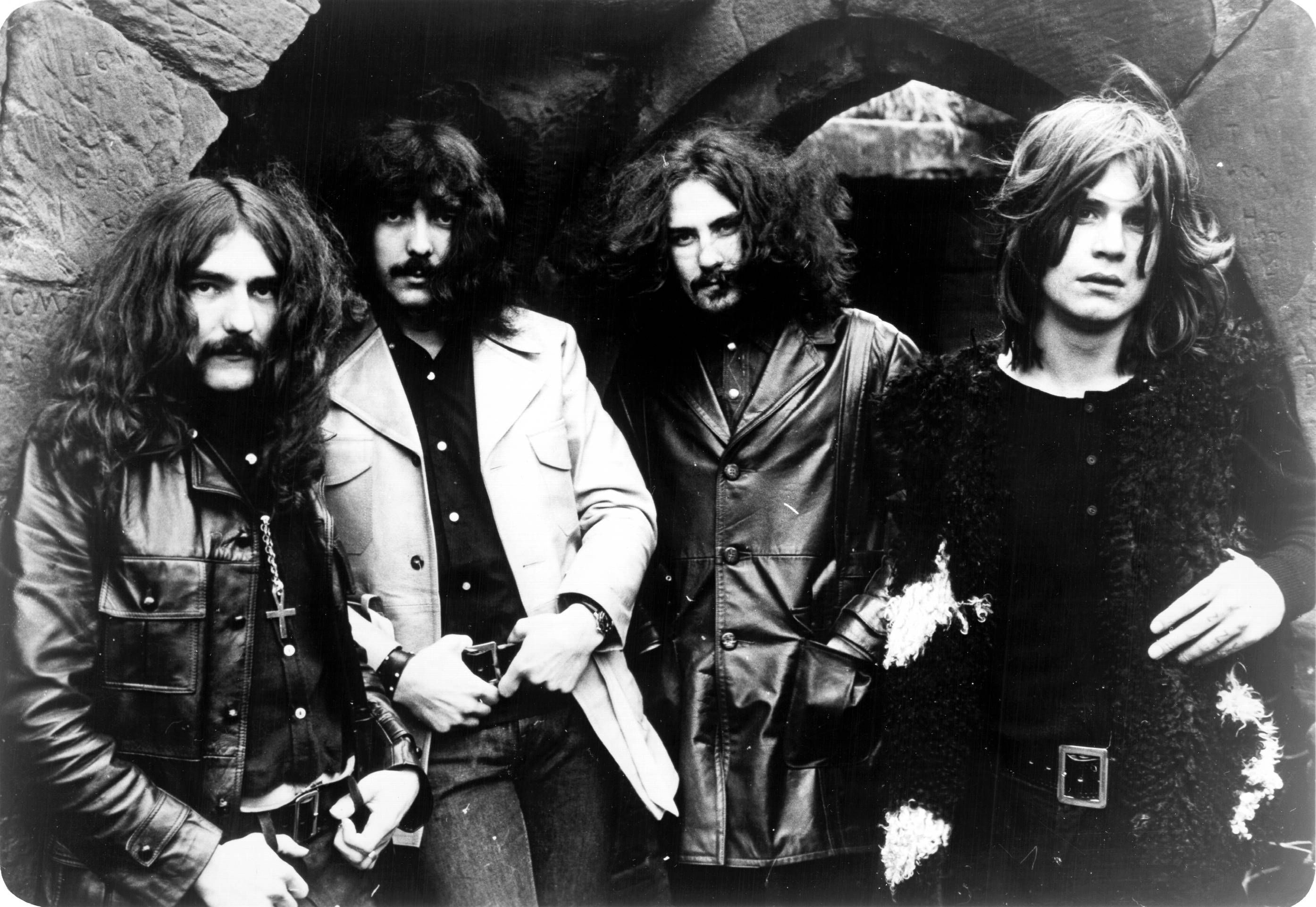
Black Sabbath, průkopníci heavy metalu.

Birmingham má v oblasti hudby za poslední půlstoletí bohatou historii. 60. léta 20. století ve znamení blues a skupin Fortunes, Spencer Davis Group, Traffic, Move, Moody Blues a především světoznámá kapela Electric Light Orchestra. Město je také často označováno jako kolébka heavy metalu reprezentovaná skupinami Judas Priest a Black Sabbath. Robert Plant a John Bonham, zakládající členové Led Zeppelin, pocházejí z okolí Birminghamu. 70. léta znamenala nárůst zájmu o jiné styly populární hudby jako je reggae a ska a objevila nové idoly – skupinu UB40 a zpěvačku Joan Armatrading.Nesmíme taky zapomenout na populární kapelu Editors která působí v hudební branži od roku 2003 do současnosti.
Populárním hudebním směrem je i jazz. Birminghamský mezinárodní jazzový festival je největším svého druhu ve Velké Británii.

### Vážná hudba
Mezinárodně uznávaný Birminghamský symfonický orchestr má domovskou scénu v Symphony Hall, kde pořádá pravidelné koncerty.
Birmingham je jedním z mála britských měst, které zachovalo institut městského varhaníka. Od roku 1834 tuto funkci zastávalo pouze 7 lidí. Pravidelné recitály jsou pořádány každý týden v městské radnici.
Stejného věhlasu jako symfonický orchestr dosáhl i Birminghamský královský balet. Součástí taneční kultury je i nejstarší taneční škola na světě – Elmhurst School for Dance.
Birminghamské hudební trienále bylo pořádáno od roku 1784 až do 1912 a bylo považováno za největší britskou událost svého druhu. Pro tento festival skládali hudbu takoví autoři jako Felix Mendelsson, Artur Sulivan nebo Antonín Dvořák.
Ve městě se nachází i další hudební sály – National Indoor Arena (NIA), CBSO Centre a sál Adriana Boulta v Birminghamské konzervatoři.

### Divadla

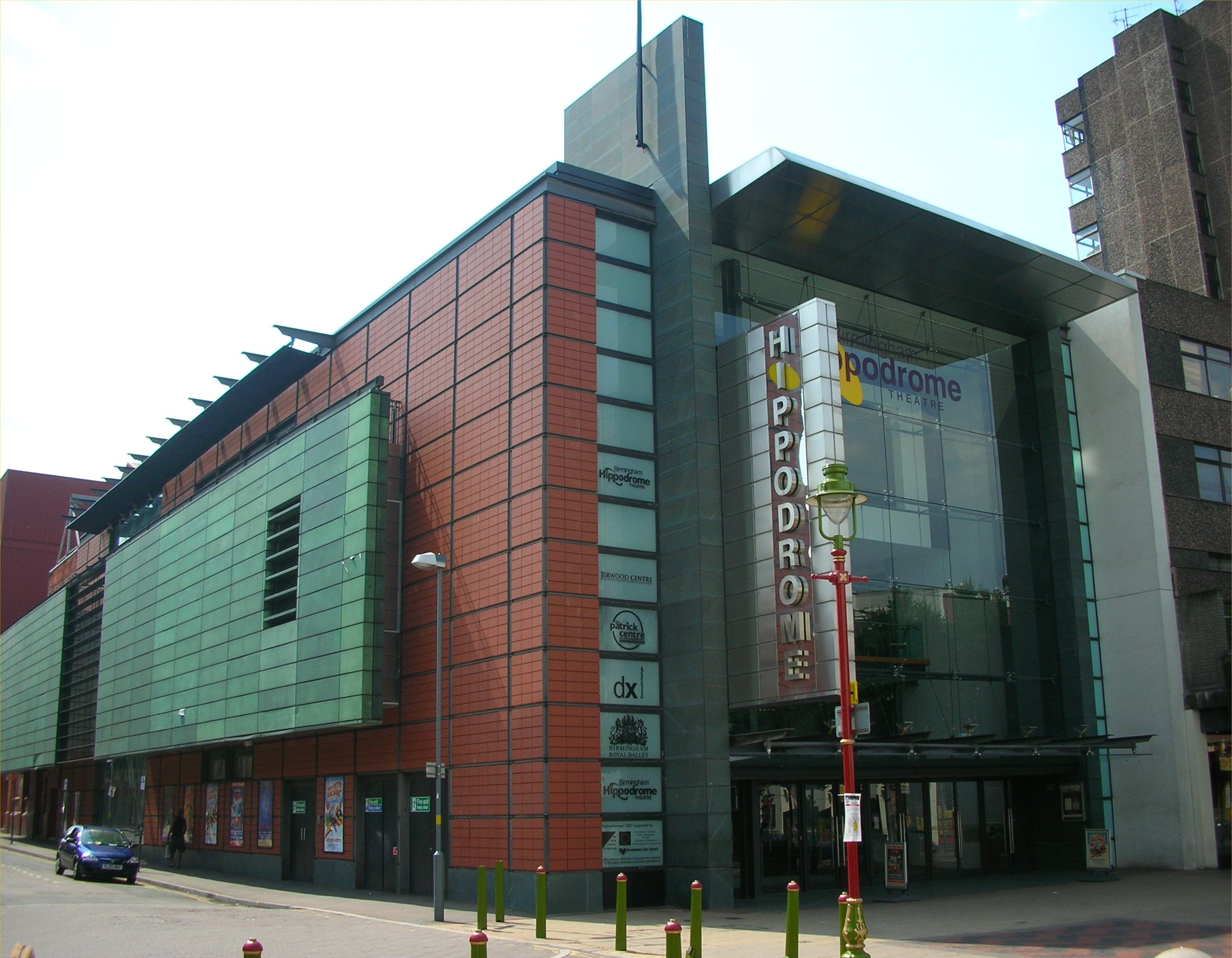
Birmingham Hippodrome

V Birminghamu se nachází mnoho divadel. Čtyři největší profesionální divadla jsou Alexandra Theatre (Alex), Birmingham Repertory Theatre (Rep, Birmingham Hippodrome a Old Rep. Dalšími sály, které hostí divadelní představení jsou Mac a Drum Arts Centre.
Soubory divadel Fierce Festival a Birmingham Repertory Theatre pravidelně pořádají přehlídku místních a národních veseloher.

### Malířství
Birmingham se pyšní jednou z nejrozsáhlejších sbírek obrazů prerafaelistů umístěnou v Birmingham Museum & Art Gallery. Galerie Barber Institute of Fine Arts byla roku 2004 vyhlášená Good Britain Guide jako 'Galerie roku'. Další obrazárna Ikon Gallery na Broad Street je zaměřená na současné umění.
Mezi známé birminghamské umělce je možno zařadit Davida Coxe, Davida Bomberga a umělce z afro-karibskými kořeny Poguse Caesara, Keitha Pipera a Donalda Rodneye.
Graffiti se ve městě objevilo v 80. letech 20. století a soutěže v tomto uměleckém oboru se zde konají každý rok.

### Tisk
Birmingham podporuje dvoje místní noviny – Birmingham Post a Birmingham Evening Mail spolu s Sunday Mercury. Noviny vydává společnost Trinity Mirror, která vydává i Birmingham News, týdeník volně distribuovaný do domácností na předměstí. Podobně rada města vydává a zdarma distribuuje do domácností svůj zpravodaj Forward.

### Film a televize

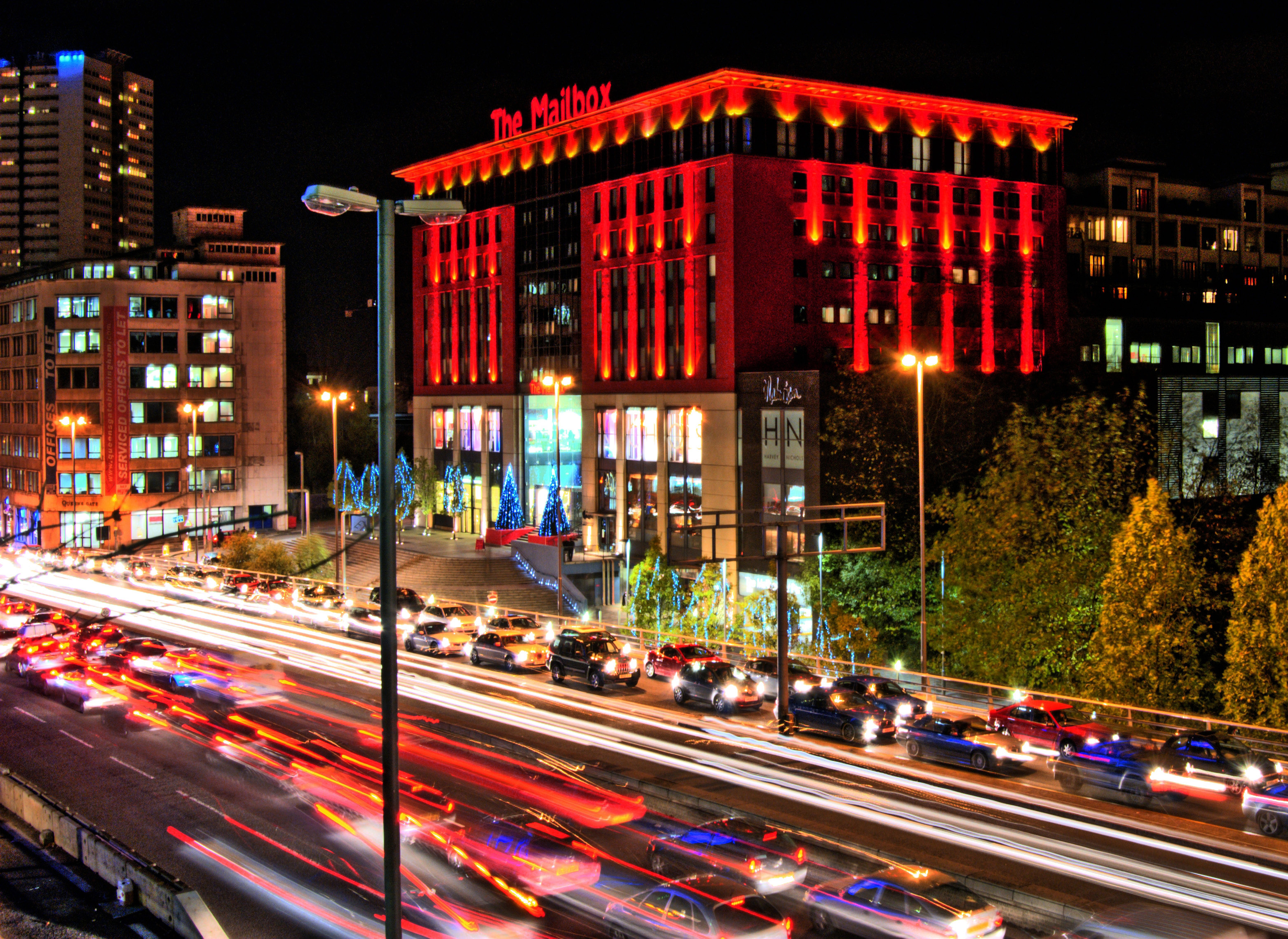
Mailbox, sídlo BBC Birmingham.

Electric Cinema na Station Street je nejstarším provozovaným kinem ve Velké Británii. Ve městě je pravidelně pořádán Birminghamský filmový festival. Star City v Birminghamu bývá označováno jako největší zábavní a filmový komplex Evropy.
Regionální sídlo BBC, BBC Birmingham, se nachází v kancelářském komplexu Mailbox v kongresové čtvrti. Ve městě vznikají mnohé televizní a rozhlasové programy, například nejdéle vysílaný seriál Archers. Birmingham byl mezi prvními oblastmi, které byly pokryty roku 1955 televizním signálem.
Mezi místní rádiové stanice patří BRMB, Galaxy, Heart FM, Kerrang! 105.2, New Style Radio 98.7FM ,Saga 105.7FM a BBC WM. Od roku 1952 také existuje rádiová stanice BHBN Hospital Radio vysílající pro 10 místních nemocnic.
Birmingham je také střediskem různých etnických médií – Voice, Sikh Times, Desi Xpress, Asian Today a Raj TV.

### Známé osobnosti
Mezi známé osobnosti spojené s Birminghamem je možno zařadit – Roba Halforda, Josepha Chamberlaina, Arthura Darvilla, Nevilla Chamberlaina, J. R. R. Tolkiena, Tonyho Hancocka, Ozzyho Osbourna a Richarda Hammonda.

## Věda a vzdělání

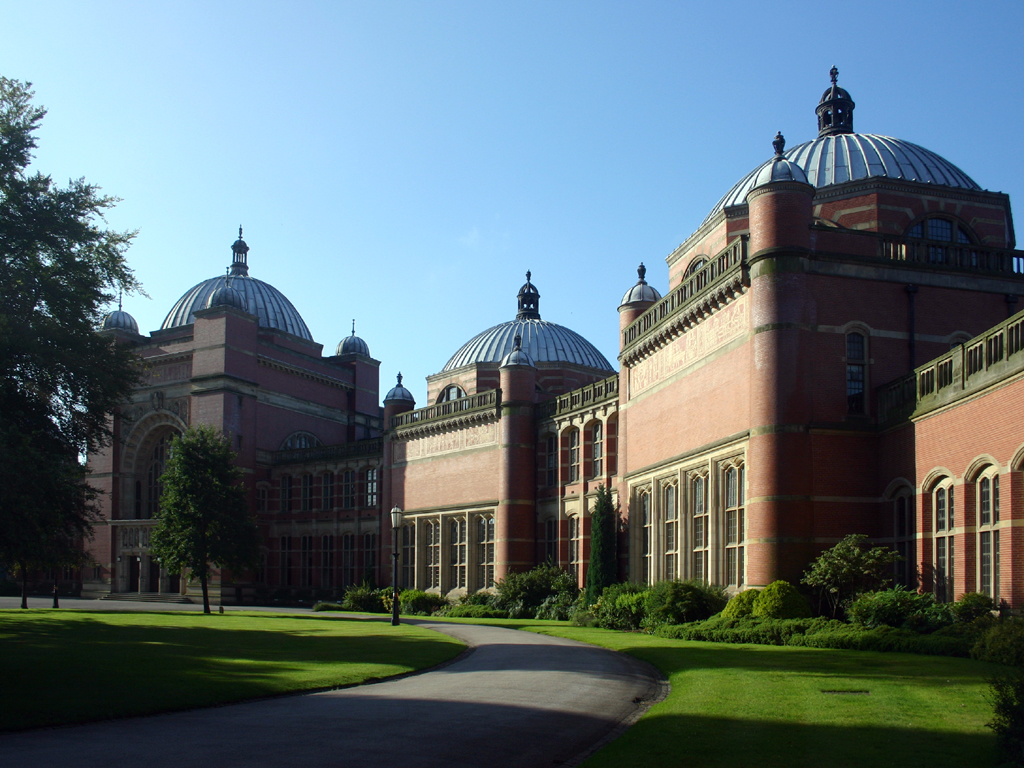
University of Birmingham

V Birminghamu sídlí tři univerzity – University of Birmingham, Aston University a University of Central England (UCE). Ve městě se také nacházejí dvě koleje – Newman College a Birmingham College of Food, Tourism and Creative Studies. Birminghamská konzervatoř a Birminghamská divadelní škola, obě v současnosti součást UCE, poskytují umělecké vzdělání na úrovni vysoké školy.
Rada města je největším místním úřadem zodpovědným přímo nebo nepřímo za 25 mateřských školek, 328 základních škol, 77 středních škol a 29 speciálních škol. Provozuje také místní knihovny, které navštěvuje 4 milióny čtenářů ročně a zajišťuje asi 4000 vzdělávacích kursů pro dospělé.
Menší část studentů navštěvuje soukromé školy z nichž nejznámější je King Edward's School.
Mezi vynálezy místních vědců a první uplatnění technických novinek v Birminhghamu patří – plynové osvětlení, obrněná vojenská vozidla, font Baskerville, dotazníkový průzkum, puding v prášku, pěnová pryž, magnetron (základní část radaru a mikrovlnné trouby), elektrolytické pokovování a první použití rentgenografie při operaci.
Významní objevitelé pracující v Birminghamu:
- Matthew Boulton – majitel strojírenského společnosti Soho
- sir Francis Galton – statistik
- Alexander Parkes – vynálezce celuloidu, prvního syntetického materiálu
- Joseph Priestley – chemik
- James Watt – technik a vynálezce spojený s parním strojem
- John Wright – vynálezce elektrolytického pokovování
- Steve Winwood – hudebník

## Sport

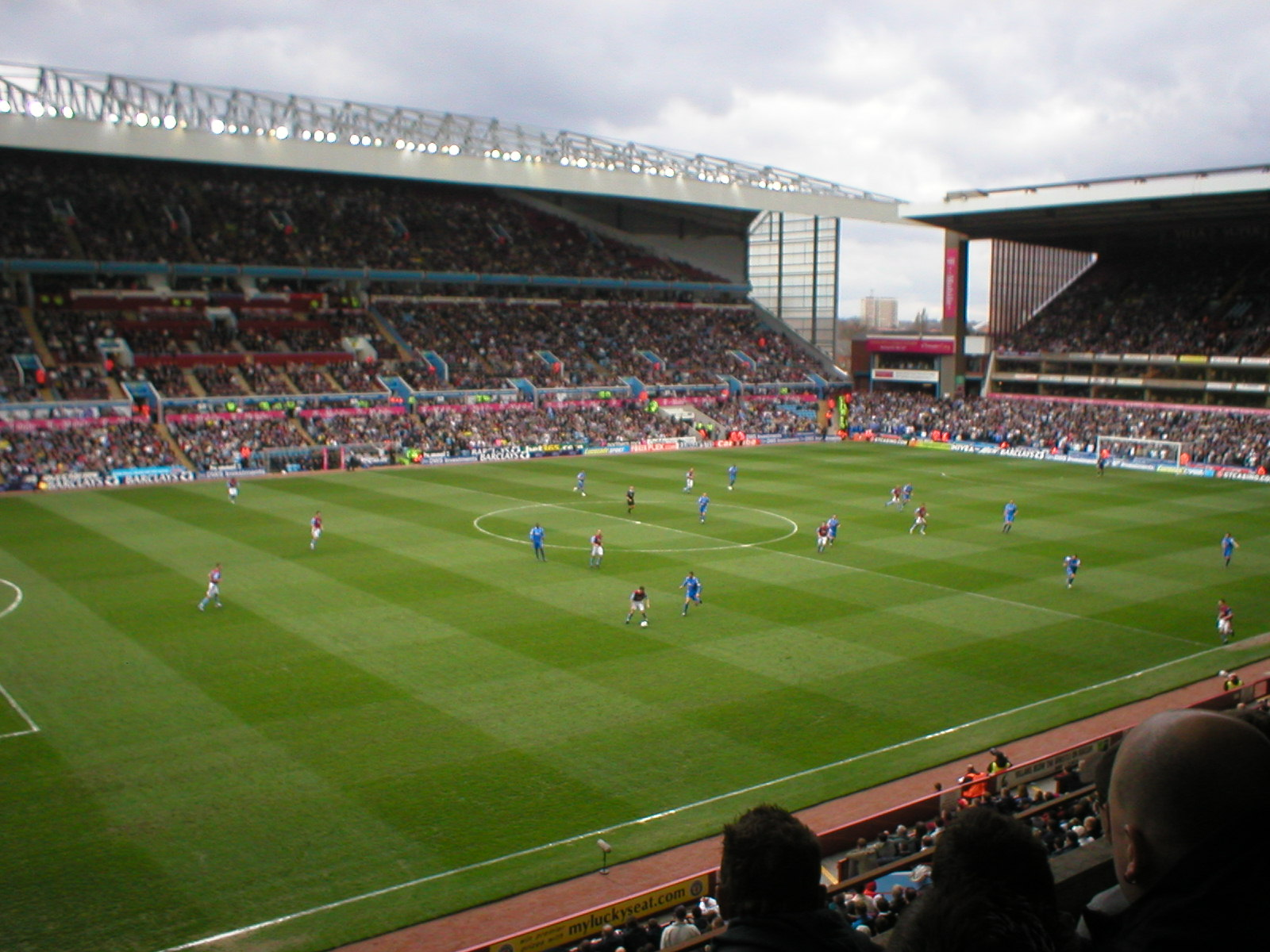
Aston Villa vs. Birmingham City během Second City derby na Villa Parku.

Kriketový klub existoval v Birminghamu už od roku 1745. V současnosti ve městě sídlí Warwickshire County Cricket Club, který hraje na hřišti Edgbaston.
Mezinárodní atletické soutěže se konají na Alexander Stadium ve čtvrti Perry Barr, kde sídlí atletický klub Birchfield Harriers. National Indoor Arena (NIA) je velká atletická hala, kde se roku 2003 konalo Mistrovství světa v atletice v hale. Město bylo také v letech 1993 a 2003 hostitelem Mistrovství světa v badmintonu (konalo se také v NIA).
První tenisové utkání na světě bylo odehráno roku 1859 v Edgbastonu.
Ve městě sídlí dva z nejstarších fotbalových klubů – Aston Villa FC (založený roku 1874) a Birmingham City FC (založený roku 1875). Oba donedávna hrály v Premier League, Birmingham City ale po sezóně 2010/11 sestoupil do nižší soutěže. První profesionální fotbalová liga byla založena 22. března 1885 na schůzce v birminghamské čtvrti Aston konané pod patronací Williama McGregora, ředitele Aston Villa.
Ve městě se také nachází ragbyové, basketbalové, boxerské, skateboardové kluby a pořádají se zde závody chrtů.
V listopadu 2016 proběhne v Birminghamu 7. Mistrovství světa v carromu.

## Pozoruhodná místa
- Aston Hall
- Aston Villa F.C. – Villa Park
- Barber Institute of Fine Arts
- Birminghamské botanické zahrady
- Birmingham Museum & Art Gallery

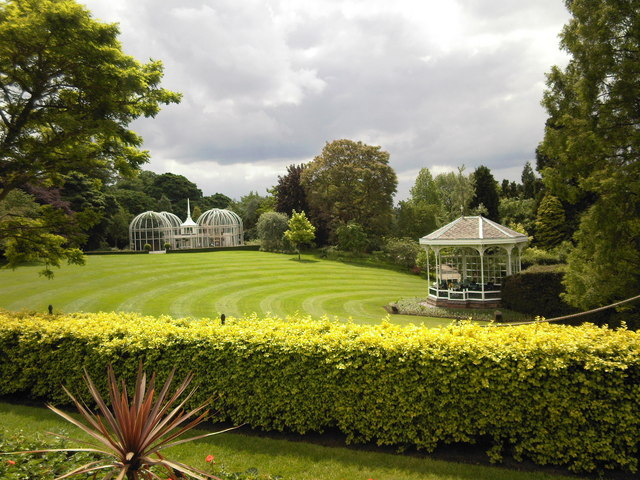
Birminghamské botanické zahrady

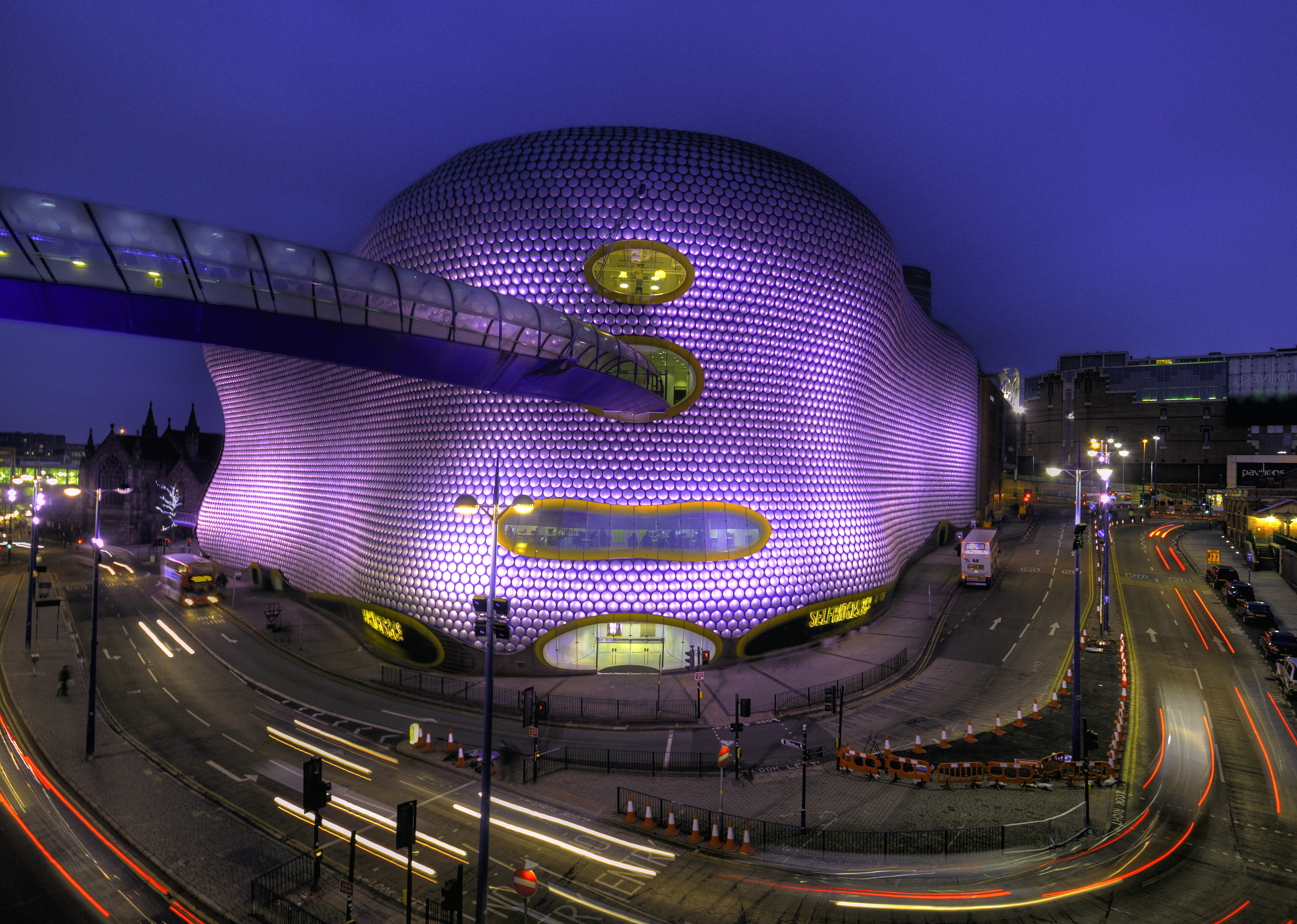
Obchodní dům Selfridges navrhnutý Future Systems, pod vedením českého architekta Jana Kaplického

- Birmingham Thinktank – přírodovědné muzeum
- Birminghamská radnice
- Birmingham University
- Blakesley Hall
- Brindleyplace
- Bullring
- Birmingham City F.C. – Saint Andrews
- Cadbury World
- Cannon Hill Park
- Centenary Square
- Hlavní mešita
- Chamberlain Square
- Kongresová čtvrť
- Zbrojní čtvrť
- Klenotnická čtvrť
- Obchodní dům Selfridges
- mac
- Mailbox
- National Exhibition Centre (NEC)
- National Indoor Arena (NIA)
- National Sealife Centre
- Sarehole Mill
- Katedrála svatého Filipa
- Star City
- Sutton Park
- Victoria Square
- Warwickshire County Cricket Club – Edgbaston

## Slavní rodáci
- Austen Chamberlain (1863–1937), anglický politik, nositel Nobelovy ceny za mír za rok 1925[22]
- Neville Chamberlain (1869–1940), anglický politik, premiér Spojeného království[23]
- Alfred Reginald Radcliffe-Brown (1881–1955), anglický sociální antropolog[24]
- Barbara Cartland (1901–2000), anglická spisovatelka[25]
- Enoch Powell (1912–1998), anglický politik[26]
- Paul Scofield (1922–2008), anglický herec, držitel Oscara[27]
- Ann Haydonová-Jonesová (* 1938), bývalá anglická tenistka[28]
- Nick Mason (* 1944), anglický bubeník, člen skupiny Pink Floyd[29]
- Roy Wood (* 1946), anglický zpěvák, kytarista, hudební producent, skladatel a multiinstrumentalista[30]
- Jeff Lynne (* 1947), anglický hudební skladatel, producent, textař, zpěvák a kytarista[31]
- Tony Iommi (* 1948), anglický kytarista, člen skupiny Black Sabbath[32]
- Ozzy Osbourne (1948–2025), anglický zpěvák, frontman skupiny Black Sabbath[33]
- Bill Ward (* 1948), anglický bubeník, člen skupiny Black Sabbath[34]
- John Curry (1949–1994), anglický krasobruslař, mistr světa, olympijský vítěz[35]
- Geezer Butler (* 1949), anglický baskytarista, textař, člen skupiny Black Sabbath[36]
- Tony Martin (* 1957), anglický zpěvák[37]
- David Harewood (* 1965), anglický herec[38]
- Felicity Jones (* 1983), anglická herečka[39]
- Daniel Evans (* 1990), anglický profesionální tenista[40]
- Stefflon Don (* 1991), anglická zpěvačka a rapperka[41]
- Jack Grealish (* 1995), anglický profesionální fotbalista[42]

## Partnerská města
- Amritsar, Indie
- Frankfurt nad Mohanem, Německo
- Kanton, Čína
- Chicago, USA
- Johannesburg, Jižní Afrika
- Lipsko, Německo
- Lyon, Francie
- Milán, Itálie
- Nanking, Čína
- Praha, Česko